# Verno Phillips
Verno Phillips (29 novembre 1969) è un pugile beliziano.
Verno Jeremias Phillips, ha gareggiato dal 1988 al 2008. È un tre volte campione del mondo dei pesi medi junior , avendo detenuto il titolo della World Boxing Organization dal 1993 al 1995 e l'International Boxing Titolo della Federazione due volte nel 2004 e nel 2008.

## Carriera professsionale
Verno Phillips è diventato professionista nel 1988 e ha conquistato il titolo vacante WBO dei pesi medi leggeri nel 1993 con una vittoria su Lupe Aquino. Ha difeso il titolo quattro volte. Nel 2004 Phillips ha conquistato il titolo vacante IBF dei pesi medi leggeri battendo Carlos Bojorquez per KO tecnico, ma ha perso la cintura nel suo incontro successivo contro Kassim Ouma . Ha perso il prossimo incontro con Ike Quartey, ma nel 2006 ha conseguito ulteriori vittorie.